# Lazarus-Phänomen
Als Lazarus-Phänomen werden in der Medizin sehr verschiedene Beobachtungen einer scheinbaren Auferstehung bezeichnet. Das Phänomen wurde nach Lazarus benannt, der in der Bibel durch Jesus von den Toten erweckt wurde.
- In der internationalen Literatur wird der Begriff vorrangig für das spontane Wiedereinsetzen einer Kreislauffunktion bei bereits für tot gehaltenen Patienten verwendet. Alle veröffentlichten Fälle ereigneten sich nach einer Herz-Lungen-Wiederbelebung (Reanimation), die scheinbar erfolglos abgebrochen wurde.[1] Als Ursachen kommen Fehlinterpretationen und technisch mangelhafte Registrierung des EKG, eine verspätet einsetzende Wirkung der verabreichten Katecholamine und bestimmte Phänomene bei Patienten mit einem Herzschrittmacher[2] in Frage. Diese Form des Lazarus-Phänomens wird also bei Lebenden beobachtet, deren Tod auf Grund unsicherer Todeszeichen irrtümlich angenommen wurde.[3][4]
- Im deutschsprachigen Raum wird der Begriff auch für scheinbare Lebenszeichen (englisch Lazarus sign ‚Lazarus-Zeichen‘) bei hirntoten Patienten verwendet. Dabei handelt es sich um spontane oder durch Berührung auslösbare reflektorische Bewegungen. Sie treten meist an Armen oder Beinen, seltener auch am Rumpf auf und können in Einzelfällen wie eine gerichtete Bewegung wirken. Obgleich sie zu den typischen Erscheinungen beim Hirntod zählen, können sie bei Angehörigen und Mitarbeitern der Intensivstationen leicht als Lebenszeichen fehlinterpretiert und so zu einer psychischen Belastung werden.[5]